# Vzhodna polobla
Vzhodna polobla (tudi vzhodna poluta ali vzhodna hemisfera) je ena izmed polovica Zemlje, ki je vzhodno od glavnega poldnevnika (ki prečka Greenwich v Londonu) in zahodno od antimeridiana (ki prečka Tihi ocean in relativno malo kopnega od pola do pola). Uporablja se tudi za označevanje Afro-Evrazije (Afrika in Evrazija) in Avstralije, v nasprotju z zahodno poloblo, ki vključuje predvsem Severno in Južno Ameriko. Vzhodno poloblo lahko imenujemo tudi »orientalska polobla«. Poleg tega se v kulturnem ali geopolitičnem smislu lahko uporablja kot sinonim za »stari svet«.

## Geografija
Skoraj popoln krog (Zemlja je sploščen sferoid z večjim premerom ob ekvatorju), ki razmejuje vzhodno in zahodno poloblo, mora biti samovoljno določena in objavljena razmejitev, za razliko od ekvatorja (namišljena črta, ki obkroža Zemljo v enaki oddaljenosti od njenih polov), ki deli severno in južno poloblo. Ničelni poldnevnik na 0° zemljepisne dolžine in antimeridian na 180° zemljepisne dolžine sta običajno sprejeti meji. Standard je bil vzpostavljen leta 1884 na mednarodni poldnevniški konferenci v Washingtonu, DC, kjer so bili sprejeti koncepti standardnega časa kanadskega železniškega inženirja Sandforda Fleminga. Dogovorjene hemisfere se ne prilegajo natančno celinam. Deli Zahodne Evrope, Zahodne Afrike, Oceanije in skrajnega severovzhoda Rusije so na zahodni polobli in jo ločujejo od celin, ki tvorijo večino geopolitičnih konstruktov »vzhoda« in »zahoda«.
Posledično se poldnevnika 20°Z in diametralno nasprotni 160°V pogosto uporabljata zunaj zadev fizike in navigacije, saj vključuje celotno evropsko in afriško celino, vključuje pa tudi majhen del severovzhodne Grenlandije (ki se običajno šteje za del Severne Amerike) in izključuje večji del vzhodne Rusije in Oceanije (npr. Novo Zelandijo). Pred sprejetjem standardnega časa so različne države določile številne glavne meridiane, kjer je bil čas določen z lokalnim poldnevom.
Središče vzhodne poloble se nahaja v Indijskem oceanu na presečišču ekvatorja in 90. vzhodnega poldnevnika, 910 km zahodno od Indonezije v Ninety East Ridgu. Najbližje kopno je otok Simeulue pri 2°35′N 96°05′E / 2.583°N 96.083°E.
Površina vzhodne poloble je večja od površine zahodne poloble in ima veliko različnih habitatov.

## Demografija
82 do 88% svetovnega prebivalstva živi na vzhodni polobli, preostalih 12–18 % pa na zahodni polobli.